# Volvo Car Open 2021
Giải quần vợt Charleston Mở rộng 2021 (còn được biết đến với Volvo Car Open 2021 vì lý do tài trợ) là một giải quần vợt nữ diễn ra từ ngày 5–11 tháng 4 năm 2021. Đây là lần thứ 48 Giải quần vợt Charleston Mở rộng được tổ chức, và là một phần của WTA 500 trong WTA Tour 2021. Giải đấu diễn ra tại Family Circle Tennis Center, ở Daniel Island, Charleston, Hoa Kỳ. Đây là giải đấu duy nhất trong mùa giải sân đất nện thi đấu trên mặt sân đất nện màu xanh lá cây.

## Điểm và tiền thưởng

### Phân phối điểm
| Sự kiện | VĐ  | CK  | BK  | TK  | Vòng 1/16 | Vòng 1/32 | Vòng 1/64 | Q  | Q2 | Q1 |
| Đơn nữ  | 470 | 305 | 185 | 100 | 55        | 30        | 1         | 25 | 13 | 1  |
| Đôi nữ  | 470 | 305 | 185 | 100 | 1         | —         | —         | —  | —  | —  |

### Tiền thưởng
| Sự kiện | VĐ      | CK      | BK      | TK      | Vòng 1/16 | Vòng 1/32 | Vòng 1/64 | Q2     | Q1     |
| Đơn nữ  | $68,570 | $50,130 | $26,745 | $12,670 | $6,480    | $4,100    | $3,330    | $2,000 | $1,020 |
| Đôi nữ  | $25,230 | $17,750 | $10,000 | $5,500  | $3,500    | —         | —         | —      | —      |

## Nội dung đơn

### Hạt giống
| Quốc gia | Tay vợt              | Xếp hạng1 | Hạt giống |
| -------- | -------------------- | --------- | --------- |
| AUS      | Ashleigh Barty       | 1         | 1         |
| USA      | Sofia Kenin          | 4         | 2         |
| CZE      | Petra Kvitová        | 10        | 3         |
| NED      | Kiki Bertens         | 11        | 4         |
| SUI      | Belinda Bencic       | 12        | 5         |
| ESP      | Garbiñe Muguruza     | 13        | 6         |
| BEL      | Elise Mertens        | 17        | 7         |
| USA      | Madison Keys         | 19        | 8         |
| CZE      | Markéta Vondroušová  | 21        | 9         |
| KAZ      | Elena Rybakina       | 24        | 10        |
| TUN      | Ons Jabeur           | 28        | 11        |
| USA      | Amanda Anisimova     | 31        | 12        |
| KAZ      | Yulia Putintseva     | 33        | 13        |
| USA      | Coco Gauff           | 36        | 14        |
| RUS      | Veronika Kudermetova | 37        | 15        |
| CHN      | Zhang Shuai          | 43        | 16        |
| CZE      | Marie Bouzková       | 47        | 17        |

- 1 Bảng xếp hạng vào ngày 22 tháng 3 năm 2021.[2]

### Vận động viên khác
Đặc cách:
- Hailey Baptiste
- Belinda Bencic
- Petra Kvitová
- Emma Navarro
- Markéta Vondroušová

Bảo toàn thứ hạng: 
- Anastasia Potapova
- Yaroslava Shvedova

Vượt qua vòng loại:
- Magdalena Fręch
- Desirae Krawczyk
- Grace Min
- Asia Muhammad
- Kurumi Nara
- Storm Sanders
- Gabriela Talabă
- Natalia Vikhlyantseva

Thua cuộc may mắn:
- Harriet Dart
- Caroline Dolehide
- Whitney Osuigwe
- Wang Xinyu

### Rút lui
Trước giải đấu
- Irina-Camelia Begu → thay thế bởi  Leylah Annie Fernandez
- Kiki Bertens → thay thế bởi  Wang Xinyu
- Anna Blinkova → thay thế bởi  Tímea Babos
- Danielle Collins → thay thế bởi  Martina Trevisan
- Fiona Ferro → thay thế bởi  Anastasia Potapova
- Polona Hercog → thay thế bởi  Nao Hibino
- Kaia Kanepi → thay thế bởi  Caroline Dolehide
- Anett Kontaveit → thay thế bởi  Harriet Dart
- Barbora Krejčíková → thay thế bởi  Danka Kovinić
- Ann Li → thay thế bởi  Misaki Doi
- Jeļena Ostapenko → thay thế bởi  Christina McHale
- Anastasia Pavlyuchenkova → thay thế bởi  Tsvetana Pironkova
- Jessica Pegula → thay thế bởi  Zarina Diyas
- Rebecca Peterson → thay thế bởi  Renata Zarazúa
- Maria Sakkari → thay thế bởi  Francesca Di Lorenzo
- Laura Siegemund → thay thế bởi  Liudmila Samsonova
- Kateřina Siniaková → thay thế bởi  Lauren Davis
- Jil Teichmann → thay thế bởi  Madison Brengle
- Markéta Vondroušová → thay thế bởi  Whitney Osuigwe
- Heather Watson → thay thế bởi  Caty McNally

### Bỏ cuộc
- Garbiñe Muguruza
- Elena Rybakina

## Nội dung đôi

### Hạt giống
| Quốc gia | Tay vợt         | Quốc gia | Tay vợt              | Xếp hạng1 | Hạt giống |
| -------- | --------------- | -------- | -------------------- | --------- | --------- |
| USA      | Nicole Melichar | NED      | Demi Schuurs         | 23        | 1         |
| HUN      | Tímea Babos     | RUS      | Veronika Kudermetova | 30        | 2         |
| CHN      | Xu Yifan        | CHN      | Zhang Shuai          | 39        | 3         |
| CHI      | Alexa Guarachi  | USA      | Desirae Krawczyk     | 39        | 4         |

- 1 Bảng xếp hạng vào ngày 22 tháng 3 năm 2021.

### Vận động viên khác
Đặc cách:
- Caroline Dolehide /  Emma Navarro

Bảo toàn thứ hạng:
- Oksana Kalashnikova /  Alla Kudryavtseva
- Vania King /  Yaroslava Shvedova
- Ellen Perez /  CoCo Vandeweghe

### Rút lui
Trước giải đấu
- Ashleigh Barty /  Storm Sanders → thay thế bởi  Misaki Doi /  Nao Hibino
- Anna Blinkova /  Lucie Hradecká → thay thế bởi  Oksana Kalashnikova /  Alla Kudryavtseva

Trong giải đấu
- Tímea Babos /  Veronika Kudermetova
- Coco Gauff /  Caty McNally

## Nhà vô địch

### Đơn
- Veronika Kudermetova đánh bại  Danka Kovinić, 6–4, 6–2

### Đôi
- Nicole Melichar /  Demi Schuurs đánh bại  Marie Bouzková /  Lucie Hradecká, 6–2, 6–4